# فرديناند باير
فرديناند باير (بالألمانية: Ferdinand Beyer)‏ هو ملحن وعازف بيانو ألماني، ولد في 25 يوليو 1803 في كفيرفورت في ألمانيا، وتوفي في 14 مايو 1863 في ماينتس في ألمانيا.

## وصلات خارجية
- فرديناند باير على موقع ميوزك برينز (الإنجليزية)